# Phragmatobia kolari
Phragmatobia kolari är en fjärilsart som beskrevs av Diószeghy 1935. Phragmatobia kolari ingår i släktet Phragmatobia och familjen björnspinnare. Inga underarter finns listade i Catalogue of Life.